# Peixe-faca-real
O Peixe-faca real (Chitala blanci) é uma espécie de peixe da família Notopteridae.
Pode ser encontrada nos seguintes países: Camboja e Tailândia.